# فرانکو بیتوسی
فرانکو بیتوسی (ایتالیایی: Franco Bitossi؛ زادهٔ ۱ سپتامبر ۱۹۴۰) دوچرخه‌سوار اهل ایتالیا است.
وی در مسابقات کشوری و بین‌المللی در مجموع برندهٔ ۱ مدال نقره، ۱ مدال برنز شده‌است.